# 持田治也
持田 治也（もちだ はるや、1965年3月20日 - ）は、日本の柔道家。東京都中央区出身。現役当時の階級は-95kg級。現在は世田谷学園教諭（柔道部顧問）。

## 経歴
柔道私塾の財団法人日本柔道育英学会講道学舎を創設した横地治男の孫にあたることから、1977年7月1日、講道学舎竣工期から他の塾生とともに柔道に取り組んだ。
弦巻中学入学当時、同校に柔道部がなかった事から、5名の有志で柔道同好会を発足。
弦巻中柔道部発足当時の顧問は同校体育教諭であった野原明（現世田谷区スポーツ振興財団理事長）。
弦巻中学から世田谷高校（現：世田谷学園）へ進学すると、3年時には金鷲旗高校柔道大会で1年後輩となるバルセロナオリンピック71kg級金メダリストの古賀稔彦の兄である古賀元博や世界選手権-78kg級で2位となる従兄弟の持田達人とともに活躍して初優勝を果たした。
当時、重量級選手が中心になっていた高校柔道界の団体戦において、軽量級や中量級主体の小兵軍団が全国優勝を果たしたことで、一躍センセーションを巻き起こすことにもなった。
1983年には日本大学へ進学すると、3年時には全日本学生柔道優勝大会でチームの10年ぶりとなる優勝に渋谷恒男、村上修司、持田達人、金野潤などとともに貢献した。4年の時には正力杯全日本学生体重別大会の-95kg級で優勝を飾った。
1987年には警視庁に入庁、1988年の東京都選手権大会で3位となり、全日本選手権大会に東京都代表として出場を果たした。
1992年に世田谷学園高校の柔道部コーチとなると、チームは高校団体3冠（高校選手権、金鷲旗、インターハイ）を達成することになった。
1993年には前任の友野雅義から引き継いで世田谷学園高校の柔道部監督に就任し、全国大会初采配となった金鷲旗では、東海大相模高校圧倒的有利との下馬評を覆して優勝を飾った。
以降も、金鷲旗ではコーチ時代からの5連覇を含めて8回の優勝、高校選手権では優勝4回、インターハイでは優勝3回と全国大会で数多くの優勝を果たした。
選手では重量級の世界チャンピオンである棟田康幸や、アテネ五輪81kg級銀メダル泉浩、66kg級で五輪2大会連続銅メダルを獲得して世界選手権でも3連覇を果たした海老沼匡、リオデジャネイロオリンピック73kg級金メダリストの大野将平らを育て上げた。
2008年3月、講道学舎会長・理事長であった横地治男の逝去後、財団法人日本柔道育英学会 講道学舎理事長就任。
2008年以降、講道学舎の生徒は日本学園高校へ進むようになったこともあって、全国大会での実績を上げていない（講道学舎自体も2015年に閉塾した）。

## 監督としての実績
- 全国高等学校柔道選手権大会 優勝4回[4]（1994年、1997年、2003年、2006年）
- 金鷲旗高校柔道大会 優勝7回[5]（1993年-1996年、1998年、2001年、2003年）
- 全国高等学校総合体育大会柔道競技大会 優勝3回[6]（1997年、2002年、2004年）

## 選手としての戦績
（出典）
- 1982年 - 金鷲旗高校柔道大会 優勝
- 1985年 - 全日本学生柔道優勝大会 優勝
- 1986年 - 正力杯全日本学生柔道体重別選手権大会 -95kg級優勝